# Edouard Van Goethem
Edouard Van Goethem (Beveren, 10 marzo 1873 – Borgerhout, 26 maggio 1949) è stato un missionario e vescovo cattolico belga.

## Biografia
Abbracciò la vita religiosa tra i Missionari del Sacro Cuore di Gesù ed emise i primi voti il 17 ottobre 1894: completò la sua formazione ecclesiastica a Roma, dove fu ordinato prete il 23 dicembre 1899.
Nel 1902 fu assegnato alle missioni nella Nuova Guinea britannica e nel 1924 fu nominato superiore della missione appena fondata nel Congo belga.
L'11 febbraio 1924 fu nominato prefetto apostolico di Tsuapa e il 29 novembre 1932 fu promosso all'episcopato ed eletto vescovo di Corone in partibus e vicario apostolico di Coquilhatville.
Ammalatosi di asma bronchiale, lasciò l'Africa nel 1946.

## Genealogia episcopale e successione apostolica
La genealogia episcopale è:
- Cardinale Scipione Rebiba
- Cardinale Giulio Antonio Santori
- Cardinale Girolamo Bernerio, O.P.
- Arcivescovo Galeazzo Sanvitale
- Cardinale Ludovico Ludovisi
- Cardinale Luigi Caetani
- Cardinale Ulderico Carpegna
- Cardinale Paluzzo Paluzzi Altieri degli Albertoni
- Papa Benedetto XIII
- Papa Benedetto XIV
- Papa Clemente XIII
- Cardinale Marcantonio Colonna
- Cardinale Giacinto Sigismondo Gerdil, B.
- Cardinale Giulio Maria della Somaglia
- Cardinale Carlo Odescalchi, S.I.
- Vescovo Eugène-Charles-Joseph de Mazenod, O.M.I.
- Cardinale Joseph Hippolyte Guibert, O.M.I.
- Cardinale François-Marie-Benjamin Richard
- Cardinale Pietro Gasparri
- Cardinale Clemente Micara
- Cardinale Jozef-Ernest Van Roey
- Vescovo Honoré-Joseph Coppieters
- Vescovo Edouard Van Goethem

La successione apostolica è:
- Arcivescovo Hilaire Marie Vermeiren, M.S.C. (1947)